# 音符
音符是西方音樂的基本元素，將音樂打散成它的最小組成，讓人們得以演奏、理解和分析。在音樂中有幾個主要的意義：用來表示相對長度的固定音高單位；樂譜中表達前述的單位的圖示；代表某一個音高的聲音。
音樂家常常隨意混用這兩種意義，但是對剛開始進入音樂領域的人們而言，常常因此造成混淆。以《生日快樂歌》作為例子，我們可以說「這首歌由兩個同音高的音符開始」，或者是「這個作品由重複同一個音符開始」。前面這個說法裡，音符用來表示一個特定的音樂事件：單獨且擁有長度的固定音高單位；對於後者而言，它代表一個音樂事件分類，只要是同音高者都在此分類中。

## 音名
兩個音符之間若頻率相差整數倍，則聽起來非常相似。因此這些音放在同一個音高集合中。兩個音符間若相差一倍的頻率，則稱兩者之間相差一個八度。要完整描述一個音符，則必須同時說出它的類別以及它在哪個八度之中。
傳統音樂理論中使用前七個拉丁字母：A、B、C、D、E、F、G（按此順序則音高循序而上）以及一些變化（詳情請見下文）來標示不同的音符。這些字母名字不斷的重複，在G上面又是A（比起前一個A高八度）。為了標示同名（在同一個音高集合中）但不同高度的音符，科學音調記號法利用字母及一個用來表示所在八度的阿拉伯數字，明確指出音符的位置。比如說，現在的標準調音音高440赫茲名為A4，往上高八度則為A5，繼續向上可無限延伸；至於A4往下，則為A3、A2…。傳統上，八度的數字標注由C音符開始，結束於B。舉例而言，C4上方的D為D4，而C4下方的B則為B3（也就是說，兩者在不同的八度內）。另外一種的標示法稱為絕對音名，這種標示方法是以C-B為一組（C、D、E、F、G、A、B），現在的標準調音音高為a1，中央C則是c1，而往下一個八度為c，再往下一個八度則為大寫的C，繼續往下則是C1、C2...等。而從中央C繼續往上八度則是c2、c3、c4等。
給定音符，我們可以寫出音樂字（如CAB、CAGE和EGG）。世界上有許多謎語利用這個特性，要求解謎者辨認音符，將其排列成字。
有時我們也會在音名旁加上變音記號，如升號和降號。這些符號代表將原音升高或降低半音，在十二平均律（現在最廣泛使用的調音法）中則是將原頻率乘或除以1.0594...（21/12 ）倍，即升高n個半音就將原頻率乘2n/12倍，降低n個半音則乘2-n/12 倍 。升音符號為♯，降音符號則為♭。它們通常寫在音名之後，如F♯表示升F，而B♭表示降B。其它的變音符號如重升或重降（將原音升高或降低一個全音，即兩個半音），在傳統樂理中也會用到。在等音音程的情況下，我們可以利用變音記號把同一個音高記成不同的音符。舉例而言，把B升半音成為B♯，其實就與C同音。不過，在刪去這些異名同音的情況後，完整的半音音階在原來的七個音上添加了五個音高集合，且任兩個相鄰的音高集合都相差半音。
屬於一自然音階中的音符有時稱為自然音；至於其他不符合這個條件的音符有時則稱為半音體系。
在音樂記譜法中，要表示從原來七個音名經過升降改變音高的其他音，通常是在原音的後面緊接上一個變音符號，或是使用調號 。還原符號通常安插在一個音符前面，用來取消原本指定的升降。
另外也存在一種在英文世界中很少使用的記譜法，在其中"is"代表升，而"es"（在A和E後面則只寫"s"）代表降。如Fis代表F♯,Bes代表B♭而Es代表E♭。另外，在歐洲的一些地方使用H代表B，而B在這種記譜法中則代表常用記譜法中的B♭。
下面的圖表完整的表示自C4（中央C）起向上八度內的半音音階：
| 名                        | 主音 |     | 第二音 |     | 第三音 | 第四音 |     | 第五音 |     | 第六音 |     | 第七音 |
| ------------------------- | ---- | --- | ------ | --- | ------ | ------ | --- | ------ | --- | ------ | --- | ------ |
| 自然音                    | C    |     | D      |     | E      | F      |     | G      |     | A      |     | B      |
| 以升表示（符號）          |      | C♯  |        | D♯  |        |        | F♯  |        | G♯  |        | A♯  |        |
| 以降表示（符號）          |      | D♭  |        | E♭  |        |        | G♭  |        | A♭  |        | B♭  |        |
| 以升表示（文字）          |      | Cis |        | Dis |        |        | Fis |        | Gis |        | Ais |        |
| 以降表示（文字）          |      | Des |        | Es  |        |        | Ges |        | As  |        | Bes |        |
| 法國/義大利/西班牙/葡萄牙 | Do   |     | Re     |     | Mi     | Fa     |     | Sol    |     | La     |     | Si     |
| 其他地方                  | Ut   |     | -      |     | -      | -      |     | So     |     | -      |     | Ti     |
| 德國                      | C    |     | D      |     | E      | F      |     | G      |     | A      | B   | H      |
| 近似頻率 [赫茲]           | 262  | 277 | 294    | 311 | 330    | 349    | 370 | 392    | 415 | 440    | 466 | 494    |
| MIDI 音符編號             | 60   | 61  | 62     | 63  | 64     | 65     | 66  | 67     | 68  | 69     | 70  | 71     |

下表寫出各個八度的表示法以及在每個八度中的A音高頻率。傳統音高系統以great八度（大寫字母）及small八度（小寫字母）為中心。更低的八度稱為"contra"（在前加上一撇），更高的則用"lined"（在後加上一撇）命名。另一個系統則藉由數字標示音符的位置（由0，有時由-1開始），在這個系統中440赫茲記為A4，在C4-B4組成的八度之間。在常見的八十八鍵鍵鋼琴上（包含了七個八度加四個音，每個八度中有十二個音），最低的音為A0，最高的則是C8。至於為電子樂器及電腦所設計的MIDI系統中，則將每個音符加上編號，C-1音8.1758赫茲定為0，直到G9音12,544赫茲，定為127。
| 八度命名系統 | 八度命名系統      | 八度命名系統 | 八度命名系統 | 八度命名系統 | A的頻率[赫茲] |
| 傳統系統     | 速記法            | 數字法       | 絕對音名     | MIDI編號     | A的頻率[赫茲] |
| ------------ | ----------------- | ------------ | ------------ | ------------ | ------------- |
| subsubcontra | ′′′C – ′′′B       | C-1 – B-1    | C3 - B3      | 0 – 11       | 13.75         |
| subcontra    | ′′C – ′′B         | C0 – B0      | C2 - B2      | 12 – 23      | 27.5          |
| contra       | ′C – ′B           | C1 – B1      | C1 - B1      | 24 – 35      | 55            |
| great        | C – B             | C2 – B2      | C - B        | 36 – 47      | 110           |
| small        | c – b             | C3 – B3      | c - b        | 48 – 59      | 220           |
| one-lined    | c′ – b′           | C4 – B4      | c1 - b1      | 60 – 71      | 440           |
| two-lined    | c′′ – b′′         | C5 – B5      | c2 - b2      | 72 – 83      | 880           |
| three-lined  | c′′′ – b′′′       | C6 – B6      | c3 - b3      | 84 – 95      | 1760          |
| four-lined   | c′′′′ – b′′′′     | C7 – B7      | c4 - b4      | 96 – 107     | 3520          |
| five-lined   | c′′′′′ – b′′′′′   | C8 – B8      | c5 - b5      | 108 – 119    | 7040          |
| six-lined    | c′′′′′′ – b′′′′′′ | C9 – B9      | c6 - b6      | 120 – 127    | 14080         |

## 記譜
記譜時除了音符的音高也會記下音符時值，它代表音符的相對長度。音符時值包括如四分音符及八分音符等。
當把音符記錄在樂譜時，常用五線譜。不同的音符垂直分佈在五線譜上（線或間），並加上譜號用以決定音高。每個線或間都代表一個特定的音名，音樂家們根據這些標記得到該譜時所記載的音高，並根據這些資訊在樂器上演奏。
上面的五線譜中的音符依序為C、D、E、F、G、A、B、C再以相反順序下行，在這個譜上沒有任何升降記號或調號。

## 音符的頻率（赫茲）
基本上，音樂乃是各種頻率的音符組成的，對於這些頻率，並沒有特別的限制（只要在人耳的感受頻率範圍內）。由於在物理上，聲音的成因乃是力學系統中的震動所造成的，因此我們通常用赫茲（Hz）來測量頻率大小，每秒震動一次即為一赫茲。但在西方音樂中，由於歷史因素，通常在一個八度中（也就是在某一頻率至該頻率的兩倍之間）我們只使用十二個特定頻率的音符。這些固定頻率之間彼此有數學關係，而最基本的音符則為A4。目前該音符的標準音高為440赫茲，不過在實際使用上可能會略有差異。
按照慣例，音名包含了一個字母、變音記號以及一個用來代表在第幾八度的數字。所有的音符都可以用中央A（A4）的整數倍來代表。我們可以把這個距離記為‘n’。若一個音符高於A4，則‘n’為正；反之則為負。因此，音符的頻率（記為f，以赫茲表示）可記為：
f = 2n/12 × 440 赫茲
如音符C5，最接近A4且高於A4的C音，其距離A4有三個半音的距離（A4 → A♯4 → B4 → C5）且高於A4，所以C5的n值為+3。由此可知音符的頻率為：
f = 23/12 × 440 Hz ≈ 523.2511 赫茲
另外，若所求的音低於A4，則n為負。如F4音，其低於A4且相差四個半音(A4 → A♭4 → G4 → G♭4 → F4)，因此n值為-4。因此得到此音的頻率：
f = 2−4/12 × 440 Hz ≈ 349.2290 赫茲
依照此公式，我們可以看出相差一個或多個八度的兩音，其頻率自然差距整數倍。因為n這時一定是12的倍數（±12k, 這裡k為相差的八度總數），這個公式可以簡化成：
f = 2±12k/12 × 440 Hz = 2±k × 440 赫茲
差距2的次方。實際上，正是這個關係加上均分律的假設讓我們導出這個公式。
在均分律關係下的半音差為100分。因此1200分便是一個八度：相差1200分的兩音頻率比為2：1。這代表1分恰等於2的1200根號，約等於1.0005777895。
使用MIDI標準時，頻率的對應則為：
{\displaystyle p=69+12\times \log _{2}{\left({\frac {f}{440}}\right)}}
對於A440均分律的音符們，這個公式可以把這些音符對應到MIDI音符號碼。至於那些介於兩個整數之間的頻率則利用小數代表。這點讓MIDI樂器可以將音準調整到任何細微的尺度，甚至包含適應非西方的音準系統△▽。

## 音名的歷史
西方音樂記譜法長久以來一直使用字母。6世紀的哲學家波爱修斯使用前十五個字母來標記那時的音域：兩個八度內的音符。這種標記法被稱為波其武式記譜法，雖然我們無從得知這是他個人喜好或是當時的普遍作法，
在此之後，使用重複字母A-G來標示每個八度內音符的系統出現在世界上。在此系統中，小寫字母代表第二個八度，而雙小寫字母（double minuscules）則代表第三個八度。在音域往下擴充到低八度的G時，則使用希臘字母的G（Γ）表示這個中世紀最低的音。
在半音音階中剩下的五個音（即鋼琴上八度中的五個黑鍵）則是隨時間演進而添加上的。第一個進入鍵盤的為降B音，因為在一些調式中需要此音以避免不和諧的增四度，即三全音）。開始時在記譜法中不一定能看到這個改變，不過當要記下此音時，B♭（B-flat）記為拉丁字的"b"，而還原B（B-natural）則用歌德字母的B表示。這個記法演進為現代的降記號與還原記號。而在當時，升記號則是在B上加上一橫，稱為"cancelled b"（被取消的b音）。
在歐洲的一些地方，如德國和波蘭，還原記號被進一步轉換為H音：因此在德國的記譜法中，H就是還原B，而德國的B則是B♭。
在義大利、希臘及法國，記譜法則是用Do - Re - Mi - Fa - Sol - La - Si/Te來代表音符而不是C - D - E - F - G - A - B。這些名字是由桂多·達賴左發明的，他從額我略聖歌裡聖約翰讚美詩中的前六個樂句各取第一個音及此音的歌詞，因為此六個音正好組成適當的級進。這個發明成為了唱名系統的基礎。為了更易於歌唱，"Do"後來取代了原本的"Ut"，不過在某些地方仍然使用"Ut"。另外，"Si"或"Te"也在之後加入，成為第七級的音，而它本來並不存在聖歌的歌詞之中。

## 參照
- 音符時值

## 外部連結
- 學習標示音符的PDF格式檔案（英文）
- 此網站（英文）轉換頻率至音名並顯示與該音相差幾分 （页面存档备份，存于），至於此表格為對應的音名、鍵盤位置、頻率及MIDI編號 （页面存档备份，存于）